# 小林博人
小林 博人（こばやし ひろと）は、日本の建築家。一級建築士。
小林・槇デザインワークショップ(KMDW) 代表。慶應義塾大学湘南藤沢キャンパス(SFC) 環境情報学部、大学院 政策・メディア研究科 教授。 
構造用合板を主構造として用いた建築「ベニアハウス」の発案者としても知られる。

## 略歴
1986年　京都大学工学部建築学科卒業。1988年　同大学院工学研究科建築学専攻 修士課程修了。1988年-1996年 　日建設計設計部。
1992年　ハーバード大学 Graduate School of Design Master in Design Studies 修了。1999年　フルブライト奨学金を得て同大学院 Visiting Scholar。2003年　同大学院 Doctor of Design Program 修了　Doctor of Design 取得。
2003年　小林・槇デザインワークショップ(KMDW) 代表。2007年　慶應義塾大学SFC 環境情報学部、大学院 政策・メディア研究科 准教授。2012年　慶應義塾大学SFC 環境情報学部、大学院 政策・メディア研究科 教授。

## 主な作品
- 2007年　都営大江戸線六本木駅舎
- 2019年　サンスターコミュニケーションセンター